# Kærlighedens Labyrint
Kærlighedens Labyrint (originaltitel Nju - Eine unverstandene Frau) er en tysk stumfilm fra 1924 af Paul Czinner.

## Medvirkende
- Elisabeth Bergner
- Emil Jannings
- Conrad Veidt
- Maria Bard
- Nils Edwall
- Annie Röttgen
- Margarete Kupfer
- Karl Platen
- Max Kronert